# 上田将司
上田 将司（うえだ まさし、1981年1月19日 - ）は、地方競馬の高知競馬場國澤輝幸厩舎所属の騎手である。勝負服の柄は胴赤・白星、袖白・赤一本輪。高知県宿毛市出身、身長163センチメートル、血液型O型。地方競馬教養センター騎手課程第73期生。

## 来歴
2001年3月31日付けで地方競馬騎手免許を取得。同年4月1日第1回高知競馬1日目第7競走アラ系C3条件戦キフジンで初騎乗（10頭立て2番人気9着）。同年4月29日第2回高知競馬4日目第11競走A級条件戦をカネトシモンジュで優勝し、20戦目で初勝利（7頭立て4番人気）。
2002年4月28日第1回高知競馬4日目第18回南国桜花賞をスマノガッサンで優勝し、重賞初制覇。同年10月15日第17回全日本新人王争覇戦出場（12人中12位・競走中止）。
2004年6月12日第5回高知競馬1日目C6条件戦をカイヨウワールドで優勝し、地方競馬通算100勝達成（8頭立て2番人気）。
2005年6月5日（第4回高知競馬2日目）、第33回高知優駿をスマイルリターンで優勝した。
2007年2月18日第18回高知競馬2日目第4競走F2条件戦を1番人気ストロングレグルスで優勝し、地方競馬通算200勝達成。
2009年5月24日第4回高知競馬2日目第11競走ファイナルレース（A4 B4記者選抜）を2番人気ダンシングゴールドで優勝し、地方競馬通算300勝達成。
2013年3月3日第17回高知競馬4日目第6競走A-3条件戦をでベルモントパッシオで優勝（9頭立て7番人気）し、地方競馬通算500勝達成。
2017年12月28日第13回高知競馬4日目第6競走C1-9条件戦でリュウノボサツに騎乗（12頭立て3番人気11着）し、地方競馬通算10000回騎乗達成。
2020年8月7日、9月末までの予定でソウル競馬場で期間限定騎乗を行うことが発表（免許自体は4月1日付けで交付）され、免許期間を翌年3月末まで延長の上10月16日から騎乗を開始。10月16日ソウル競馬場第5競走Class6一般戦で海外競馬初勝利をあげた。最終的に2021年7月31日まで期間を延長し帰国、8月21日より高知競馬での騎乗を再開した。

## 人物
右肩の脱臼癖のため、2008年に手術を受けている。

## 主な騎乗馬
- スマノガッサン（2002年南国桜花賞）
- スマイルリターン（2005年高知優駿）
- ニシノマリーナ（2013年金の鞍賞、2014年土佐春花賞、黒潮菊花賞）
- ダノンジャスティス（2022年園田チャレンジカップ、2023年兵庫ゴールドカップ）[14]
- ハチキンムスメ（2022年黒潮ジュニアチャンピオンシップ）